# Вага (присілок)
Ва́га (рос. Вага) — присілок у складі Слободського району Кіровської області, Росія. Входить до складу Озерницького сільського поселення.
Населення становить 2 особи (2010, 2 у 2002).
Національний склад станом на 2002 рік — росіяни 100 %.